# دانيال في لويس
دانيال في لويس (بالإنجليزية: Daniel Vee Lewis)‏ هو كاتب أغاني وموسيقي أمريكي، ولد في 15 يوليو 1959.

## وصلات خارجية
- دانيال في لويس على موقع ميوزك برينز (الإنجليزية)